# Rio Samambaia
O rio Samambaia é um curso de água que banha o estado de Goiás, no Brasil. Desagua no rio Palmeira.